# Сент Риџис Фолс (Њујорк)
Сент Риџис Фолс (енгл. St. Regis Falls) насељено је место без административног статуса у америчкој савезној држави Њујорк.

## Демографија
По попису из 2010. године број становника је 464.
| Група             | 2000.    | 2010.       |
| Белци             | 0 (0,0%) | 440 (94,8%) |
| Афроамериканци    | 0 (0,0%) | 1 (0,2%)    |
| Азијати           | 0 (0,0%) | 0 (0,0%)    |
| Хиспаноамериканци | 0 (0,0%) | 10 (2,2%)   |
| Укупно            | 0        | 464         |